# Бозак, Тайлер
Та́йлер Бо́зак (англ. Tyler Bozak; 19 марта 1986, Реджайна, Канада) — канадский хоккеист, играющий на позиции центрального нападающего; свободный агент. Обладатель Кубка Стэнли 2019.

## Игровая карьера
Больше половины матчей сезона 2008/09 Тайлер Бозак пропустил из-за полученной в декабре травмы колена. Несмотря на это, многие клубы НХЛ были заинтересованы заключить с ним контракт.
3 апреля 2009 года Бозак подписал двухлетний контракт новичка с «Торонто Мейпл Лифс».
5 июля 2013 года продлил контракт с «Торонто» на пять лет на сумму $ 21 млн. 20 ноября 2014 года Бозак набрал 200 очков в НХЛ в матче против «Тампа-Бэй Лайтнинг». Свой первый хет-трик оформил 28 марта 2015 года в игре против «Оттавы», которая закончилась победой «Торонто» в овертайме со счётом 4:3.

## Личная жизнь
Тайлер Бозак - второй ребёнок в семье Митча и Карен Бозак, имеющих украинское происхождение.

## Статистика
| Легенда | Легенда                    | Легенда | Легенда                   | Легенда | Легенда    |
| ------- | -------------------------- | ------- | ------------------------- | ------- | ---------- |
| И       | Количество проведённых игр | Штр     | Штрафное время            | +/−     | Плюс-минус |
| Г       | Голы                       | П       | Голевые передачи          | О       | Очки       |
| -       | Статистика неизвестна      | —       | Статистика не учитывалась |         |            |